# رنگینک شکم‌نخودی
رنگینک شکم‌نخودی (نام علمی: Lonchura melaena)، که همچنین به عنوان سهره ریز دودی یا سهره ریز بیسمارک شناخته می‌شود، گونه‌ای از سهرگان ریز است که در بریتانیای جدید و جزیره بوکا یافت می‌شود. گستره جهانی آن بین ۲۰۰۰۰ تا ۵۰۰۰۰ کیلومتر مربع برآورد می‌شود.
در زیستگاه علفزارهای خشک نیمه‌گرمسیری و گرمسیری یافت می‌شود. وضعیت گونه به عنوان کمترین نگرانی ارزیابی می‌شود.